# Веденяпіно (Спаський район)
Веденя́піно (рос. Веденяпино) — село складі Спаського району Пензенської області, Росія.
Населення — 232 особи (2010; 295 у 2002).
Національний склад станом на 2002 рік:
- росіяни — 97 %